# Acroceratitis maai
Acroceratitis maai es una especie de insecto del género Acroceratitis de la familia Tephritidae del orden Diptera.

## Historia
Chen la describió científicamente por primera vez en el año 1948.